# American Music Awards de 2022
O American Music Awards de 2022 foi realizado em 20 de novembro de 2022, no Microsoft Theater, em Los Angeles, Califórnia, nos Estados Unidos, em reconhecimento dos artistas e álbuns mais populares dentro do período de elegibilidade, de 24 de setembro de 2021 a 22 de setembro de 2022. Wayne Brady apresentou a cerimônia, que foi transmitida ao vivo na ABC.
As indicações foram anunciadas em 13 de outubro de 2022. Quatro novas categorias foram introduzidas este ano: Artista de Afrobeats Favorito, Artista de K-pop Favorito, Canção de Rock Favorita e Álbum de Rock Favorito. Bad Bunny liderou as indicações no geral com oito, enquanto Beyoncé e Taylor Swift foram as artistas femininas mais indicadas com seis cada. Imagine Dragons e Måneskin ganharam o maior número de indicações entre os grupos, com quatro cada.
Swift ganhou todas as seis indicações, incluindo Artista do Ano, e estendeu seu recorde como a artista mais premiada na história do AMA, com 40 vitórias no total. Um prêmio especial, Canção da Alma, foi entregue a Yola. Lionel Richie foi homenageado com o Icon Award.

## Antecedentes
Em 15 de setembro de 2022, a Dick Clark Productions e a ABC anunciaram que a 50.ª edição do American Music Awards (AMAs) seria realizada em 20 de novembro no Microsoft Theater em Los Angeles, com Jesse Collins como produtor executivo do show junto com Dionne Harmon e Jeannae Rouzan-Clay, e Larry Klein como produtor. As indicações foram marcadas para serem reveladas em 13 de outubro. Os ingressos para o show foram colocados à venda em 7 de outubro através da AXS. A cerimônia foi transmitida ao vivo na ABC e ficou disponível para streaming no dia seguinte no Hulu.

## Apresentações
| Artista                    | Canção | Apresentado por              |
| -------------------------- | --- | ---------------------------- |
| P!nk                       | "Never Gonna Not Dance Again" | —                            |
| Bebe Rexha                 | "I'm Good (Blue)" | Wayne Brady                  |
| Anitta                     | "Envolver" Lobby" (com Missy Elliott) | Niecy Nash-Betts Wayne Brady |
| Carrie Underwood           | "Crazy Angels" | Jimmie Allen Wayne Brady     |
| GloRilla                   | "Tomorrow" (com Cardi B) | Wayne Brady                  |
| Imagine Dragons            | "Bones" "Enemy" (com JID) | Wayne Brady                  |
| P!nk                       | Tributo a Olivia Newton-John "Hopelessly Devoted to You" | Melissa Etheridge            |
| Lil Baby                   | "In a Minute" "California Breeze" | Wayne Brady                  |
| Yola                       | "Break the Bough" | Wayne Brady                  |
| Dove Cameron               | "Boyfriend" | Wayne Brady                  |
| Stevie Wonder Charlie Puth | Tributo a Lionel Richie "Three Times a Lady" "Easy" "All Night Long (All Night)" "Say You, Say Me" "Brick House" "Jesus is Love" "We Are the World" (com Ari Lennox, Melissa Etheridge e Yola) | —                            |

Notas
1. ↑  A participação de Cardi B não havia sido divulgada.

## Apresentadores
Wayne Brady foi anunciado como apresentador da cerimônia em 24 de outubro de 2022. A lista completa de apresentadores foi anunciada através do Twitter em 18 de novembro.
- Sheryl Lee Ralph – apresentou Artista Revelação do Ano
- Meghan Trainor – apresentou Artista de Rock Favorito
- Niecy Nash-Betts  – apresentou Duo ou Grupo de Country Favorito e introduziu Anitta
- Kelly Rowland – apresentou Artista Masculino de R&B Favorito
- Jimmie Allen e Brady – introduziu Carrie Underwood; Allen fez uma breve homenagem à falecida Loretta Lynn antes de introduzir Underwood
- Karrueche Tran – apresentou Álbum de Pop Favorito
- Ellie Goulding – apresentou Artista Latina Favorita
- Latto – apresentou Artista de Afrobeats Favorito
- Jessie James Decker e Roselyn Sánchez – apresentou Canção de Rock Favorita
- Melissa Etheridge – introduziu Pink (para o tributo a Olivia Newton-John)
- Liza Koshy – apresentou Canção de Hip-Hop Favorita
- Sabrina Carpenter e Dustin Lynch – apresentou Vídeo Musical Favorito
- Kim Petras – apresentou Canção de Pop Favorita
- Dan + Shay – apresentou Artista do Ano
- Smokey Robinson – introduziu Lionel Richie (para a apresentação do Icon Award)

## Vencedores e indicados
As indicações foram reveladas em 13 de outubro de 2022. Becky G anunciou os indicados para Artista Revelação do Ano no Good Morning America. Os indicados para todas as outras categorias foram compartilhados através da conta do AMAs no Twitter. Bad Bunny recebeu o maior número de indicações para qualquer artista com oito, incluindo sua primeira indicação em Artista do Ano. Taylor Swift ganhou um recorde de nona indicação na mesma categoria, que incluiu sete indicados este ano, marcando a contagem mais alta que a categoria viu em comparação com as cinco cerimônias anteriores, onde apenas cinco indicados foram escolhidos de cada vez. Swift, Beyoncé e Drake receberam seis indicações cada, sendo as duas primeiras as artistas femininas mais indicadas. Imagine Dragons e Måneskin empataram com o maior número de indicações para grupo com cinco cada. Mais de 40 artistas foram indicados pela primeira vez, incluindo Anitta, Jack Harlow, Latto e Tems. Elton John recebeu duas indicações, para Colaboração do Ano e Artista em Turnê Favorito, estabelecendo o recorde como o artista mais reconhecido na história do AMA até hoje–ele foi indicado pela primeira vez na cerimônia inaugural em 1974.
A votação em todas as categorias, exceto em Artista de K-pop Favorito, abriu no mesmo dia no site do AMAs e no Twitter. Quatro novas categorias foram adicionadas este ano: Artista de Afrobeats Favorito e Artista de K-pop Favorito, respectivamente, Canção de Rock Favorita e Álbum de Rock Favorito. As categorias de Trilha Sonora Favorita e Artista em Turnê Favorito foram restaurados à lista após a reabertura dos cinemas e a retomada das turnês após o levantamento das restrições da pandemia no início do ano. Canção Tendência Favorita foi removida. A votação para Artista de K-pop Favorito começou em 1 de novembro e ocorreu nas plataformas mencionadas, bem como no recém-lançado servidor de Discord do AMA. É a única categoria que a votação foi até o dia da cerimônia—todas as outras categorias foram encerradas em 14 de novembro—terminando uma hora após o início da cerimônia.
Os vencedores de 25 prêmios não televisionados foram anunciados antes da hora da cerimônia, por meio de uma transmissão ao vivo de áudio no Twitter e no Discord, apresentada por Tetris Kelly da Billboard, Tiffany Taylor da The Hollywood Reporter e o cantor de K-pop Mark Tuan. O resto foi revelado durante a transmissão ao vivo na televisão. Taylor Swift se tornou a artista mais premiada da noite, ganhando todas as seis indicações, incluindo Artista do Ano. Ela estendeu seu recorde como a artista mais premiada da história do AMA, com 40 vitórias no total. Elton John ganhou a categoria Colaboração do Ano, marcando sua primeira vitória desde 1988. Um novo prêmio, Canção da Alma, que "destaca um artista emergente e voltado para uma missão que inspirou mudanças e invocou a justiça social por meio de suas letras", foi entrege a Yola por sua canção "Break the Bough", da trilha sonora de Elvis. Lionel Richie foi homenageado com o Icon Award.
Os vencedores estão listados em primeiro e destacados em negrito.
|  | Indica o vencedor dentro de cada categoria. |

| Artista do Ano (apresentado por Dan + Shay) | Artista Revelação do Ano (apresentado por Sheryl Lee Ralph) |
| --- | --- |
| - Taylor Swift - Adele - Bad Bunny - Beyoncé - Drake - Harry Styles - The Weeknd | - Dove Cameron - Gayle - Latto - Måneskin - Steve Lacy |
| Colaboração do Ano | Artista em Turnê Favorito |
| - Elton John e Dua Lipa – "Cold Heart (Pnau remix)" - Future com part. de Drake e Tems – "Wait For U" - Carolina Gaitán, Mauro Castillo, Adassa, Rhenzy Feliz, Diane Guerrero, Stephanie Beatriz e elenco de Encanto – "We Don't Talk About Bruno" - The Kid Laroi e Justin Bieber – "Stay" - Lil Nas X com part. de Jack Harlow – "Industry Baby" | - Coldplay - Bad Bunny - Elton John - The Rolling Stones - Ed Sheeran |
| Videoclipe Favorito (apresentado por Sabrina Carpenter e Dustin Lynch) | Cantor de Pop Favorito |
| - Taylor Swift – All Too Well: The Short Film - Adele – "Easy on Me" - Bad Bunny com part. de Chencho Corleone – "Me Porto Bonito" - Harry Styles – "As It Was" - Lil Nas X com part. de Jack Harlow – "Industry Baby" | - Harry Styles - Bad Bunny - Drake - Ed Sheeran - The Weeknd |
| Cantora de Pop Favorita | Dupla ou Grupo de Pop Favorito |
| - Taylor Swift - Adele - Beyoncé - Doja Cat - Lizzo | - BTS - Coldplay - Imagine Dragons - Måneskin - OneRepublic |
| Álbum de Pop Favorito (apresentado por Karrueche Tran) | Canção de Pop Favorita (apresentado por Kim Petras) |
| - Taylor Swift – Red (Taylor's Version) - Adele – 30 - Bad Bunny – Un Verano Sin Ti - Beyoncé – Renaissance - Harry Styles – Harry's House - The Weeknd – Dawn FM | - Harry Styles – "As It Was" - Adele – "Easy on Me" - Elenco de Encanto – "We Don't Talk About Bruno" - Lizzo – "About Damn Time" - The Kid Laroi e Justin Bieber – "Stay"                    |
| Cantor de Country Favorito | Cantora de Country Favorita |
| - Morgan Wallen - Luke Combs - Walker Hayes - Cody Johnson - Chris Stapleton | - Taylor Swift - Miranda Lambert - Maren Morris - Carrie Underwood - Lainey Wilson |
| Dupla ou Grupo de Country Favorito (apresentado por Niecy Nash-Betts) | Álbum de Country Favorito |
| - Dan + Shay - Lady A - Old Dominion - Parmalee - Zac Brown Band | - Taylor Swift – Red (Taylor's Version) - Luke Combs – Growin' Up - Walker Hayes – Country Stuff: The Album - Cody Johnson – Human: The Double Album - Carrie Underwood – Denim & Rhinestones |
| Canção de Country Favorita | Cantor de Hip-Hop Favorito |
| - Morgan Wallen – "Wasted on You" - Jordan Davis com part. de Luke Bryan – "Buy Dirt" - Cody Johnson – "'Til You Can't" - Dustin Lynch com part. de MacKenzie Porter – "Thinking 'Bout You" - Chris Stapleton – "You Should Probably Leave" | - Kendrick Lamar - Drake - Future - Lil Baby - Lil Durk |
| Cantora de Hip-Hop Favorita | Álbum de Hip-Hop Favorito |
| - Nicki Minaj - Cardi B - GloRilla - Latto - Megan Thee Stallion | - Kendrick Lamar – Mr. Morale & the Big Steppers - Future – I Never Liked You - Gunna – DS4Ever - Lil Durk – 7220 - Polo G – Hall of Fame 2.0                                                 |
| Canção de Hip-Hop Favorita (apresentado por Liza Koshy) | Cantor de R&B Favorito (apresentado por Kelly Rowland) |
| - Future com part. de Drake e Tems – "Wait For U" - Jack Harlow – "First Class" - Kodak Black – "Super Gremlin" - Latto – "Big Energy" - Lil Nas X com part. de Jack Harlow – "Industry Baby" | - Chris Brown - Brent Faiyaz - Giveon - Lucky Daye - The Weeknd |
| Cantora de R&B Favorita | Álbum de R&B Favorito |
| - Beyoncé - Doja Cat - Muni Long - SZA - Summer Walker | - Beyoncé – Renaissance - Drake – Honestly, Nevermind - Silk Sonic (Bruno Mars & Anderson .Paak) – An Evening with Silk Sonic - Summer Walker – Still Over It - The Weeknd – Dawn FM          |
| Canção de R&B Favorita | Cantor Latino Favorito |
| - Wizkid com part. de Tems – "Essence" - Beyoncé – "Break My Soul" - Muni Long – "Hrs And Hrs" - Silk Sonic (Bruno Mars & Anderson .Paak) – "Smokin out the Window" - SZA – "I Hate U" | - Bad Bunny - Farruko - J Balvin - Jhayco - Rauw Alejandro |
| Cantora Latina Favorita (apresentado por Ellie Goulding) | Dupla ou Grupo Latino Favorito |
| - Anitta - Becky G - Kali Uchis - Karol G - Rosalía | - Yahritza Y Su Esencia - Banda MS de Sergio Lizárraga - Calibre 50 - Eslabon Armado - Grupo Firme                                                                                            |
| Álbum Latino Favorito | Canção Latina Favorita |
| - Bad Bunny – Un Verano Sin Ti - Farruko – La 167 - J Balvin – Jose - Rauw Alejandro – Vice Versa - Rosalía – Motomami | - Sebastián Yatra – "Dos Oruguitas" - Bad Bunny com part. de Chencho Corleone – "Me Porto Bonito" - Becky G e Karol G – "Mamiii" - Karol G – "Provenza" - Rauw Alejandro – "Todo de Ti"       |
| Artista de Rock Favorito (apresentado por Meghan Trainor) | Canção de Rock Favorita (apresentado por Jessie James Decker e Roselyn Sánchez) |
| - Machine Gun Kelly - Imagine Dragons - Måneskin - Red Hot Chili Peppers - The Lumineers | - Måneskin – "Beggin'" - Foo Fighters – "Love Dies Young" - Imagine Dragons e JID – "Enemy" - Kate Bush – "Running Up That Hill (A Deal with God)" - Red Hot Chili Peppers – "Black Summer"   |
| Álbum de Rock Favorito | Artista Inspiracional Favorito |
| - Ghost – Impera - Coldplay – Music of the Spheres - Imagine Dragons – Mercury – Act 1 - Machine Gun Kelly – Mainstream Sellout - Red Hot Chili Peppers – Unlimited Love | - For King & Country - Katy Nichole - Matthew West - Phil Wickham - Anne Wilson |
| Artista Gospel Favorito | Artista de Dance/Música Eletrônica Favorito |
| - Tamela Mann - DOE - Maverick City Music - E. Dewey Smith - CeCe Winans | - Marshmello - The Chainsmokers - Diplo - Swedish House Mafia - Tiësto |
| Trilha Sonora Favorita | Artista de Afrobeats Favorito (apresentado por Latto) |
| - Elvis - Encanto - Sing 2 - Stranger Things: Soundtrack from the Netflix Series, Season 4 - Top Gun: Maverick | - Wizkid - Burna Boy - CKay - Fireboy DML - Tems |
| Artista de K-pop Favorito | Canção de Soul |
| - BTS - Blackpink - Seventeen - Tomorrow X Together - Twice | Yola" – Break the Bough" |
| Prêmio Ícone (apresentado por Smokey Robinson) | |
| Lionel Richie | |